# Санкт-Файт-ан-дер-Глан

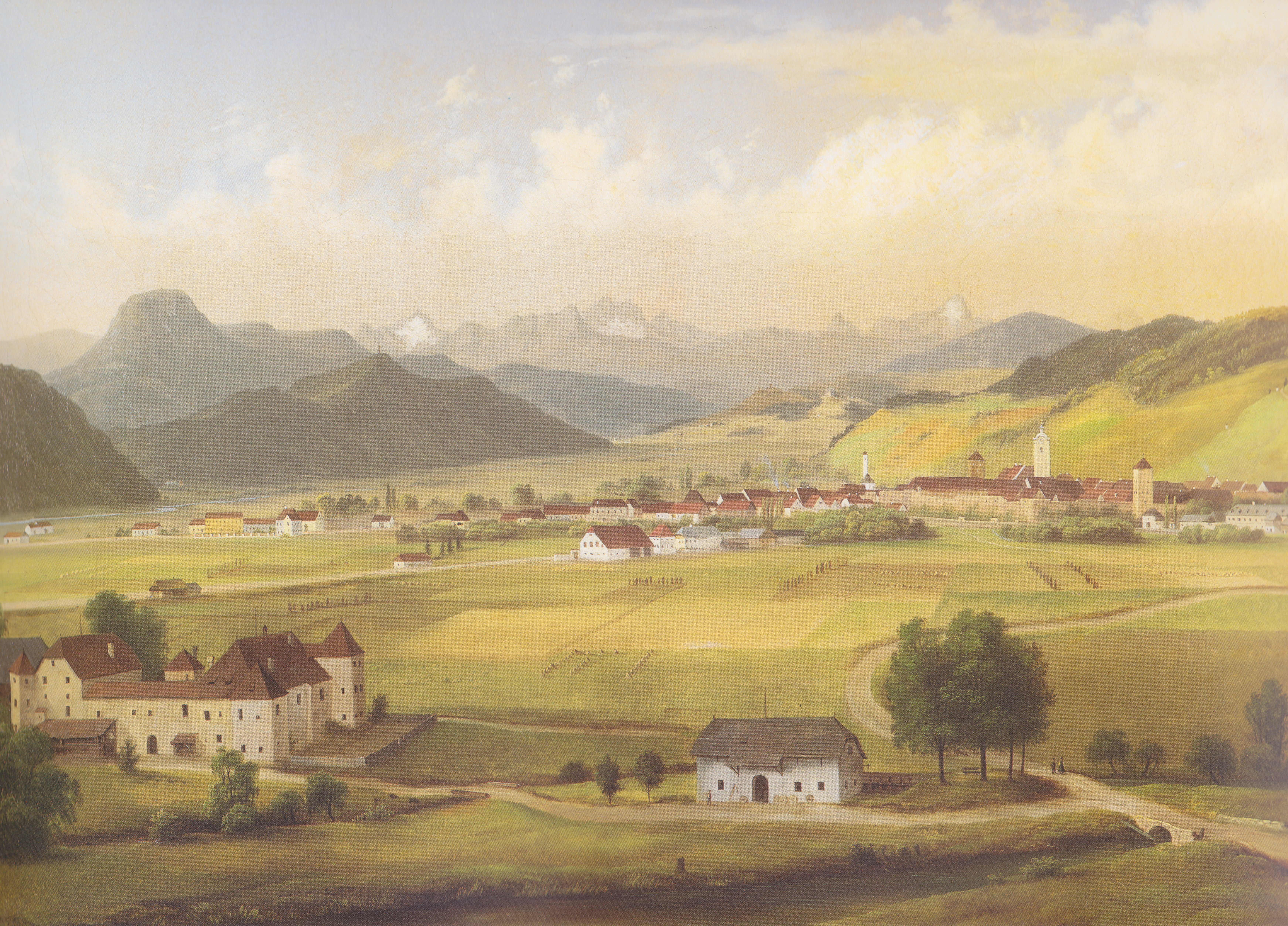
Санкт-Файт-ан-дер-Ґлан. XIX століття. Картина маляра Маркуса Пернхарта.

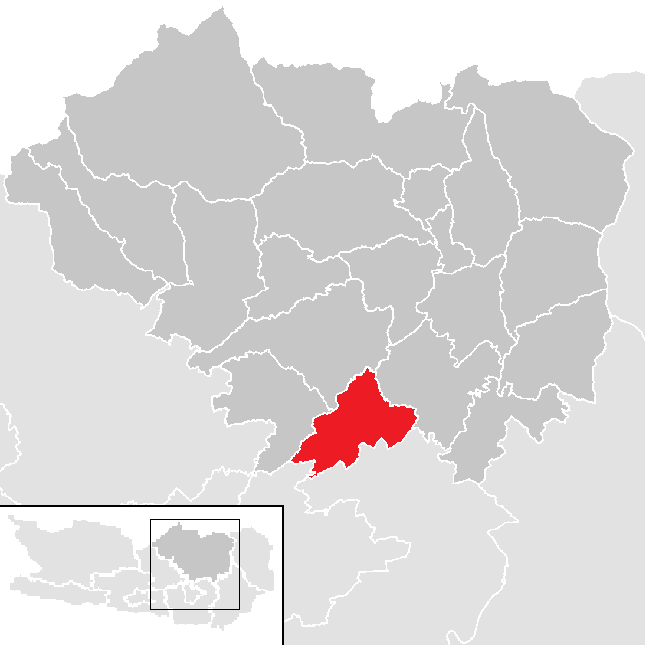
Громада Санкт-Файт-ан-дер-Глан на мапі округу Санкт-Файт-ан-дер-Глан. У лівому нижньому кутку показано розташування округу Санкт-Файт-ан-дер-Глан на мапі Каринтії.

Санкт-Файт-ан-дер-Глан (нім. Sankt Veit an der Glan) — місто і міська громада в федеральній землі Каринтія (Австрія). Адміністративний центр однойменного округу. Громада розташована на півдні округу. В минулому було столицею Каринтії. Назва міста походить від імені Святого Віта. 
На 1 січня 2018 року населення міста становить 12 548 осіб. 

## Історія
Перша згадка про Санкт-Файт датується 1131 роком у зв'язку з заснуванням єпархії Гурк.  
1224 року Санкт-Файт вперше згадується як місто. З 1450 року Санкт-Файт згадується у документах як столиця Каринтії. Однак, у XV столітті місто втратило статус столиці після того, як 1516 року жителі міста стали на заваді введенню у місто найманого війська, що було приведено сюди для придушення селянського повстання. 1518 року король Максиміліан перевів столицю у місто Клагенфурт. 
До 1529 року, а потім між 1622 і 1774 роками Санкт-Файт мав право карбувати монети. 
Після втрати у 1781 році привілею на торгівлю залізом місто почало занепадати. У місті збереглись оборонні мури. 
Новий етап у розвитку міста розпочався після надання йому статусу окружного центру і прокладення тут залізниці. У 1920-х роках було збудовано кілька тартаків, що було новим напрямком у розвитку місцевої промисловості. 
У другій половині 1930-років владу у місті захопили націонал-соціалісти, проти яких виступила група, сформована залізничниками. Члени групи були засуджені до страти. Меморіальна дошка на центральному вокзалі нагадує про це. 
Як залізничний вузол у 1944 і 1945 роках піддавався бомбардуванням союзників. Це призвело до значних руйнувань залізниці і промислових об'єктів. Після війни зруйновані об'єкти були відбудовані.

## Місто сьогодні

Місто
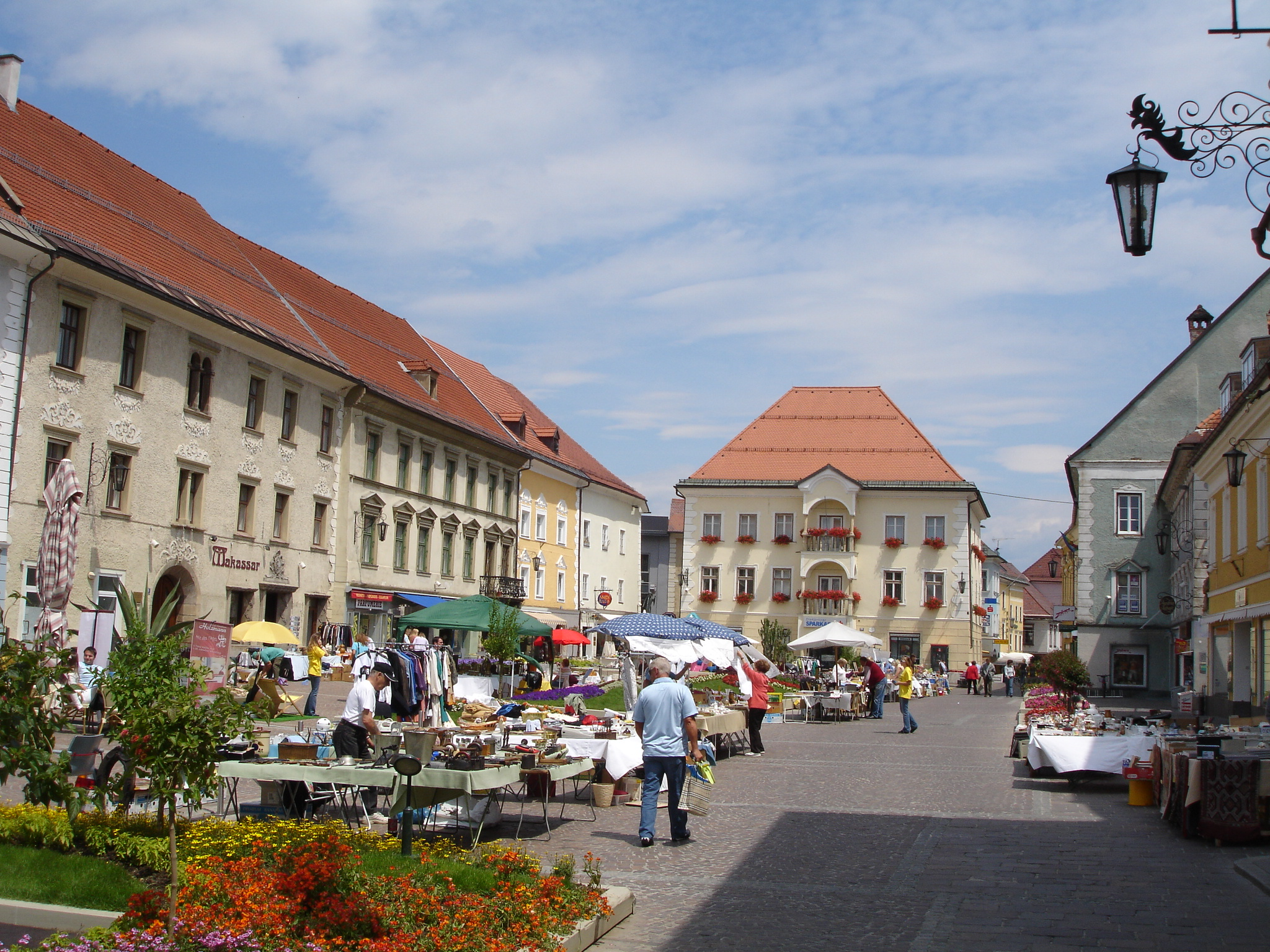
Центральна площа міста.
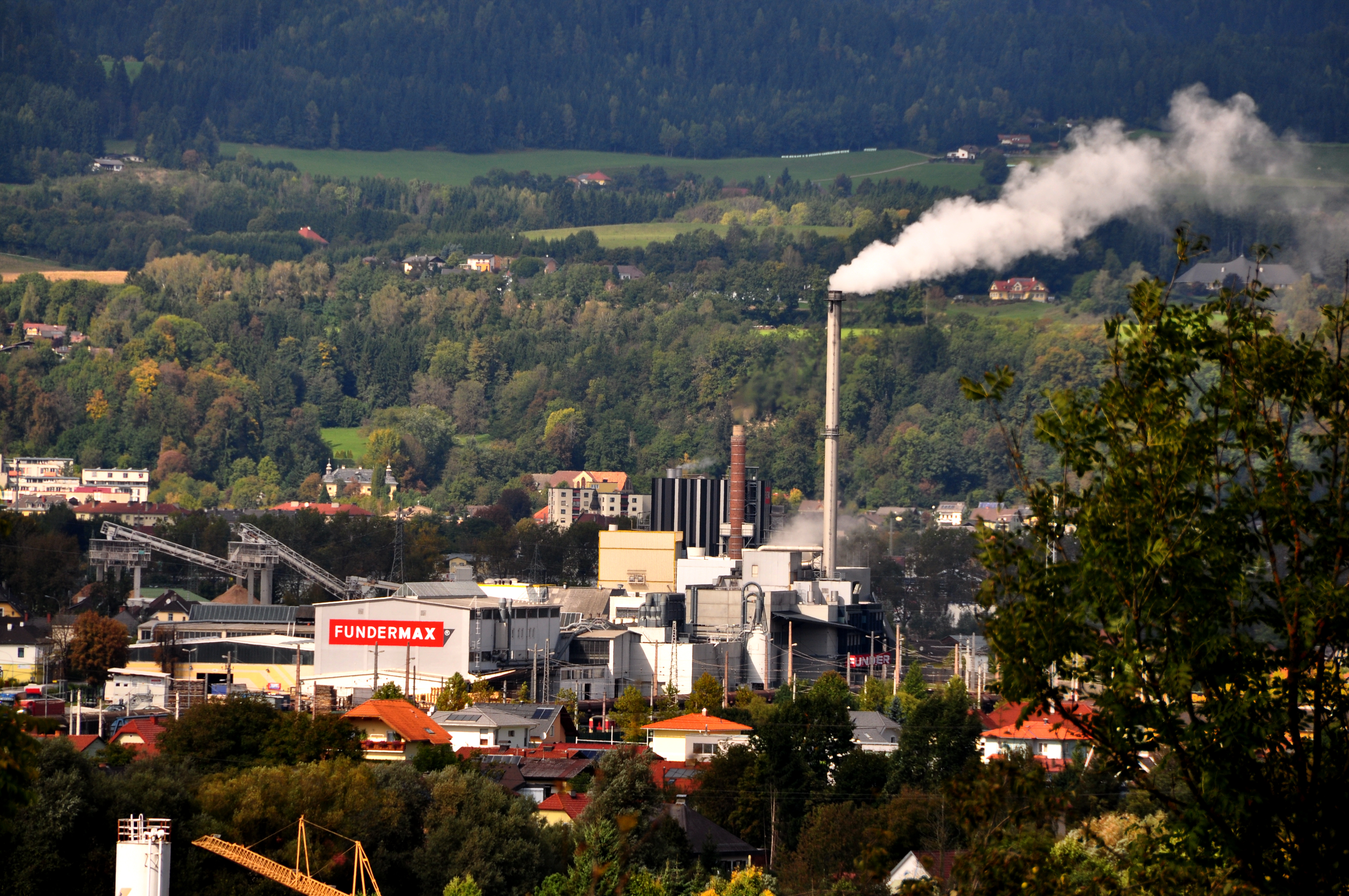
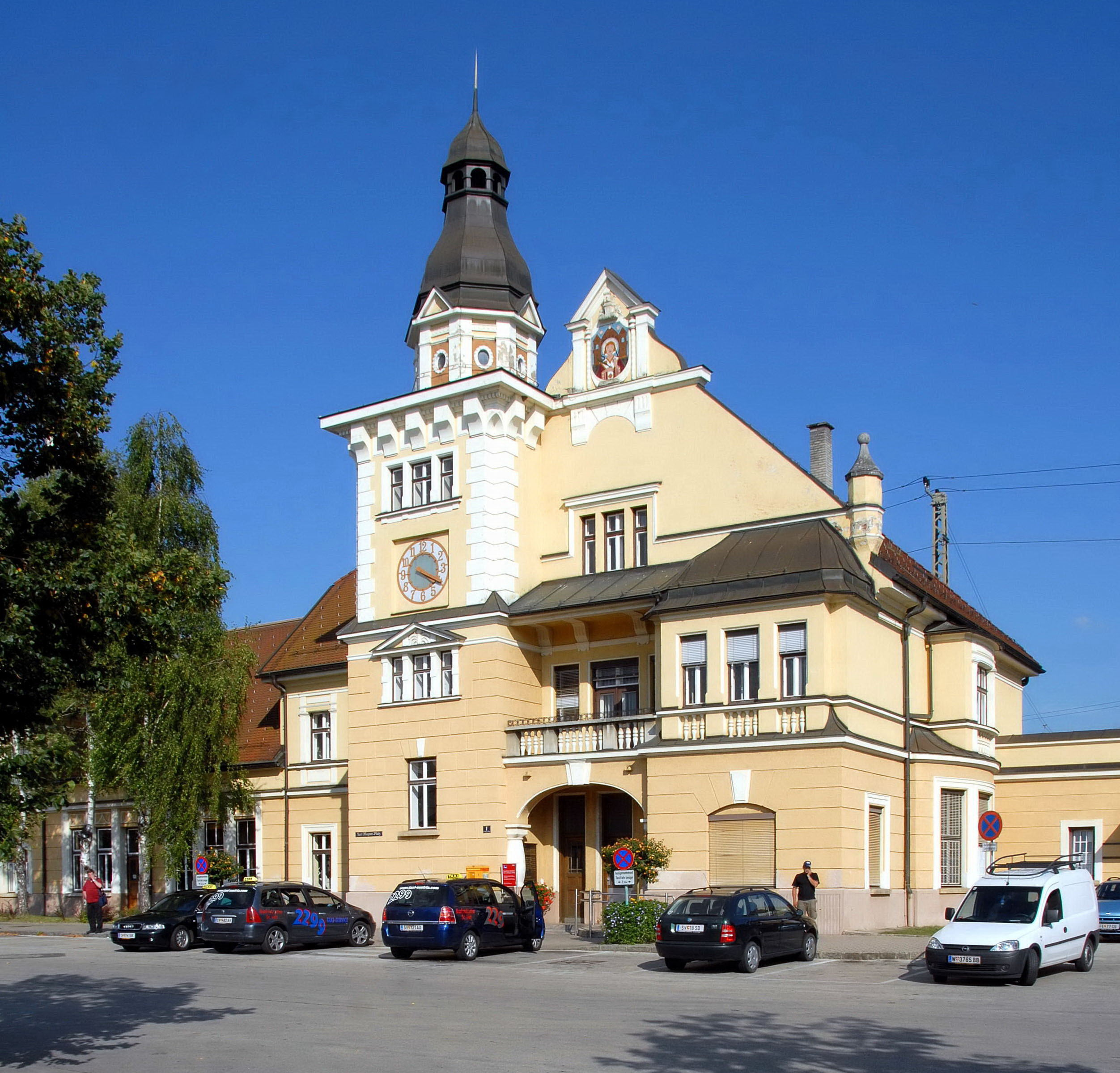
Вокзал.